# دراغون إيج 4
دراغون إيج 4 (بالإنجليزية: Dragon age 4)‏ هي لعبة فيديو تقمص الأدوار قادمة طورتها بايوير ونشرتها إلكترونيك آرتس، تعمل على أجهزة ويندوز، بلاي ستيشن 5 وإكس بوكس سيريس إكس وسيريس أس. وهي الجزء الرابع من سلسلة دراغون إيج.